# Fort McPherson
|  | Per a altres significats, vegeu «Fort McPherson (Canadà)». |

Fort McPherson va ser una base militar de l'Exèrcit dels EUA amb seu a East Point, Geòrgia (Estats Units), al sud-oest de la ciutat d'Atlanta. Fou la seu del United States Army Installation Management Command, regió sud-est, Exèrcit dels EUA Comando de les Forces, els EUA Reserva de l'Exèrcit de Comandament, els EUA Comando Central de l'Exèrcit.
Anomenada pel general de divisió James Birdseye McPherson, aquesta fortalesa va ser fundada per l'Exèrcit dels EUA al setembre de 1885. No obstant això, aquest lloc, havia estat en ús per les unitats militars des de 1835, i va ser utilitzat com a base de l'exèrcit confederat durant la Guerra Civil Americana. Durant l'Era de la Reconstrucció, que va ser nomenat el "Caserna McPherson", i va servir com un missatge per a les tropes federals que s'ocupen d'Atlanta. Amb la fi de la Reconstrucció, la Caserna de McPherson es va tancar i va vendre el 1881, encara que el lloc va continuar sent ocupat durant els estius per les tropes nord-americanes estacionades a la Florida. El 1885, el terreny va ser comprat de nou per l'Exèrcit en què a les empreses de l'estació de l'exèrcit de deu.
Durant la Primera Guerra Mundial, Fort McPherson va ser utilitzat com a camp de presoners de la Marina Imperial alemanya de la guerra.
Durant la Vaga General de Treballadors Tèxtils, el 1934, aquesta fortalesa va ser utilitzada com un centre de detenció per mantenir piqueteros que havien estat detinguts mentre està atacant a una fàbrica de cotó en Newnan, Geòrgia,.
Proper Fort McPherson veí de l'Exèrcit, i la seva posterior sub-, és el Fort Gillem, que es troba a Forest Park, Geòrgia, a prop. Fort Gillem era una base de suport logístic, que acull alguns Exèrcit, el Departament de Defensa i altres agències governamentals. Aquestes unitats inclouen el Primer Exèrcit, l'Exèrcit dels EUA i la Força Aèria Centre de distribució d'Exchange, l'Estació de Processament d'Entrada Militar, i la Brigada de Reclutament de l'Exèrcit dels EUA En segon lloc. Fort Gillem també alberga el laboratori únic delicte de l'Exèrcit dels EUA. Fort McPherson i Fort Gillem de serveis compartits més comuns. Fort Gillem és ara un enclavament militar després del tancament, a causa de la comissió BRAC 2005 Fort MacPherson.
El 2007, hi havia 2.453 soldats en servei actiu i 3.784 empleats civils en ambdós forts, amb un deure actiu total i nòmina dels empleats civils de $ 529.874.972.
Amb tan sols 102 habitatges per famílies i 272 acomodacions per soldats solters a Fort McPherson, i 10 habitatges familiars a Fort Gillem, els militars en servei actiu i els empleats civils de l'Exèrcit vivien en habitatges civils als comtats propers de Fulton, DeKalb, Clayton, Fayette, i Henry.
Altres usuaris importants de les instal·lacions de la fortalesa eren 98.700 els jubilats o més de l'àrea d'Atlanta militars i navals i els seus familiars. Aquests residents viuen sobretot en Fulton, DeKalb, Cobb, Clayton, Fayette, Gwinnett, i els comtats de Henry.
Per al transport públic urbà, Ft McPherson va ser servit sobretot pel Lakewood / Fort McPherson MARTA (Metropolitan Atlanta Rapid Transit Authority) de l'estació.